# 提灯

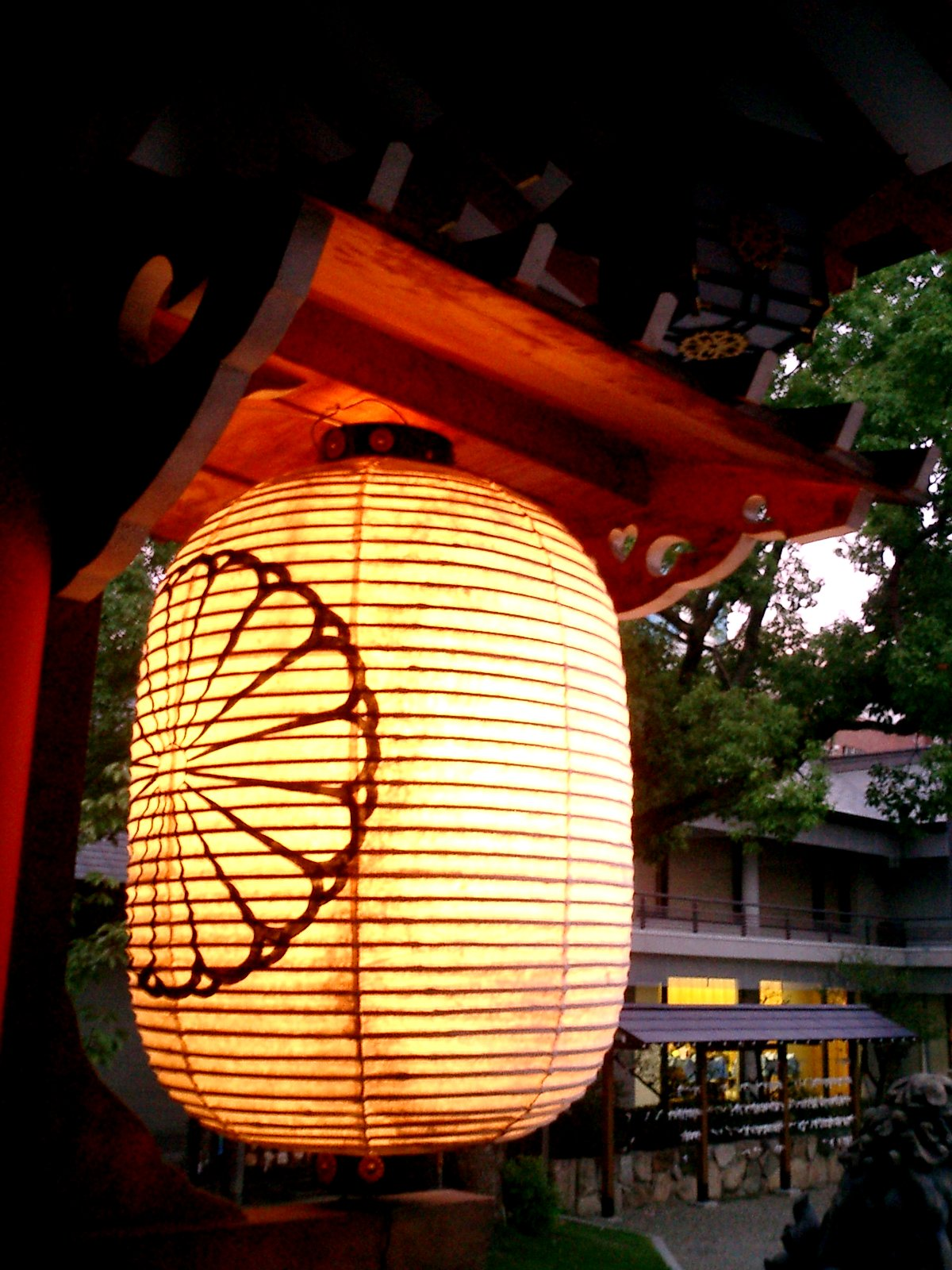
生田神社の提灯（デザインは日本の国章及び天皇や皇族が主に使用している菊花紋章）。

提灯（ちょうちん）は、伸縮自在な構造で細い割竹等でできた枠に紙を貼り底に蝋燭を立てて光源とするもの。現代では蝋燭ではなく電気による光源のものもある。

## 概要
内部に明かりを灯し、紙などの風防を通して周囲を照らす。
「提」は手にさげるという意味で、携行できる灯りを意味し、現代における懐中電灯の役割をするものを呼ぶ。
提灯はその内部に蝋燭を灯して持ち歩いたが、現在では祭礼の際を除くと、日常の場でこのように使われることはほとんどない。
近年は、竹ひごや紙の代わりにプラスチックのシートを使い、蝋燭の代わりに電球を使って、主に祭りなどのイベントや居酒屋の看板として使用されることが多い。インテリアや土産物などとしても販売されている。

## 歴史

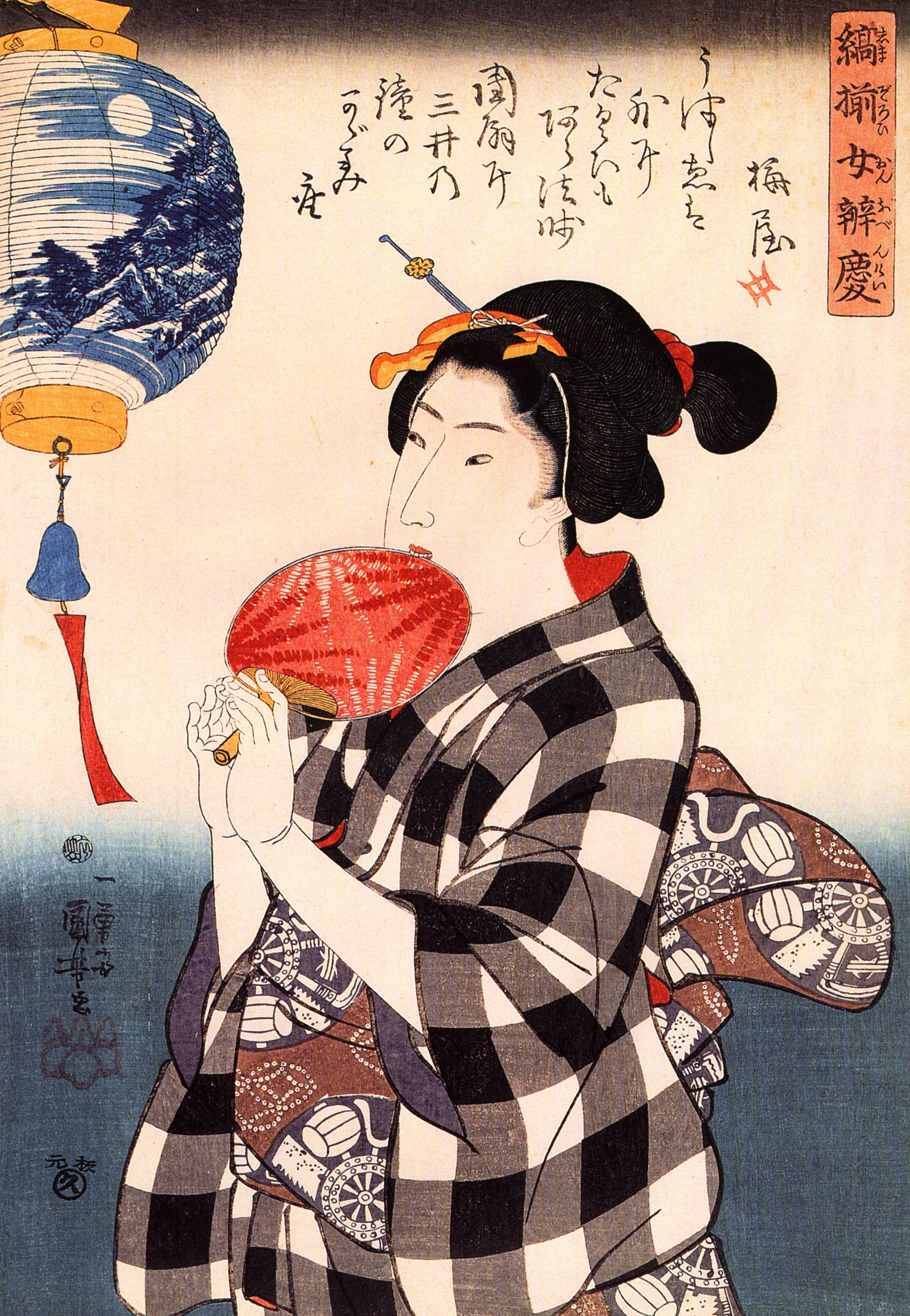
歌川国芳 (寛政9年–文久元年 1798年–1861年) の浮世絵。

提灯は中国から日本へ伝来したが、中国から伝わった提灯には縦に竹ひごが入っており折りたたむことが出来なかった。提灯について書かれた最も古い文書は、1116年（永久4年）に書かれた『朝野群載』、絵画は1536年（天文5年）の『日蓮聖人註画讃（巻第五）』とされている。室町時代の終わり頃に折りたたみ可能な構造が考案されたとされる。
江戸時代以前は、宗教的な祭礼や儀式に使われた。江戸時代以降は蝋燭が普及したため、照明器具として使うようになった。
明治時代から昭和戦前頃までの時代は、ガス灯や電灯などの街灯もあったが、それがあったのは大都市ぐらいのもので全国的にはそれほど普及しておらず、多くの地域では街灯がなかったので、懐中電灯も高価だったこともあり、提灯が現役で使われていた。
現在では街灯が普及したため、夜間の外出に日常的に提灯を持ち歩くことは廃れ、主に祭りなどで用いられるようになった。また光源についても、本来は内部の蝋燭に火を灯すところ、現在では火災防止の観点からも照明に電球を用いたものが多くなっている。

## 構造

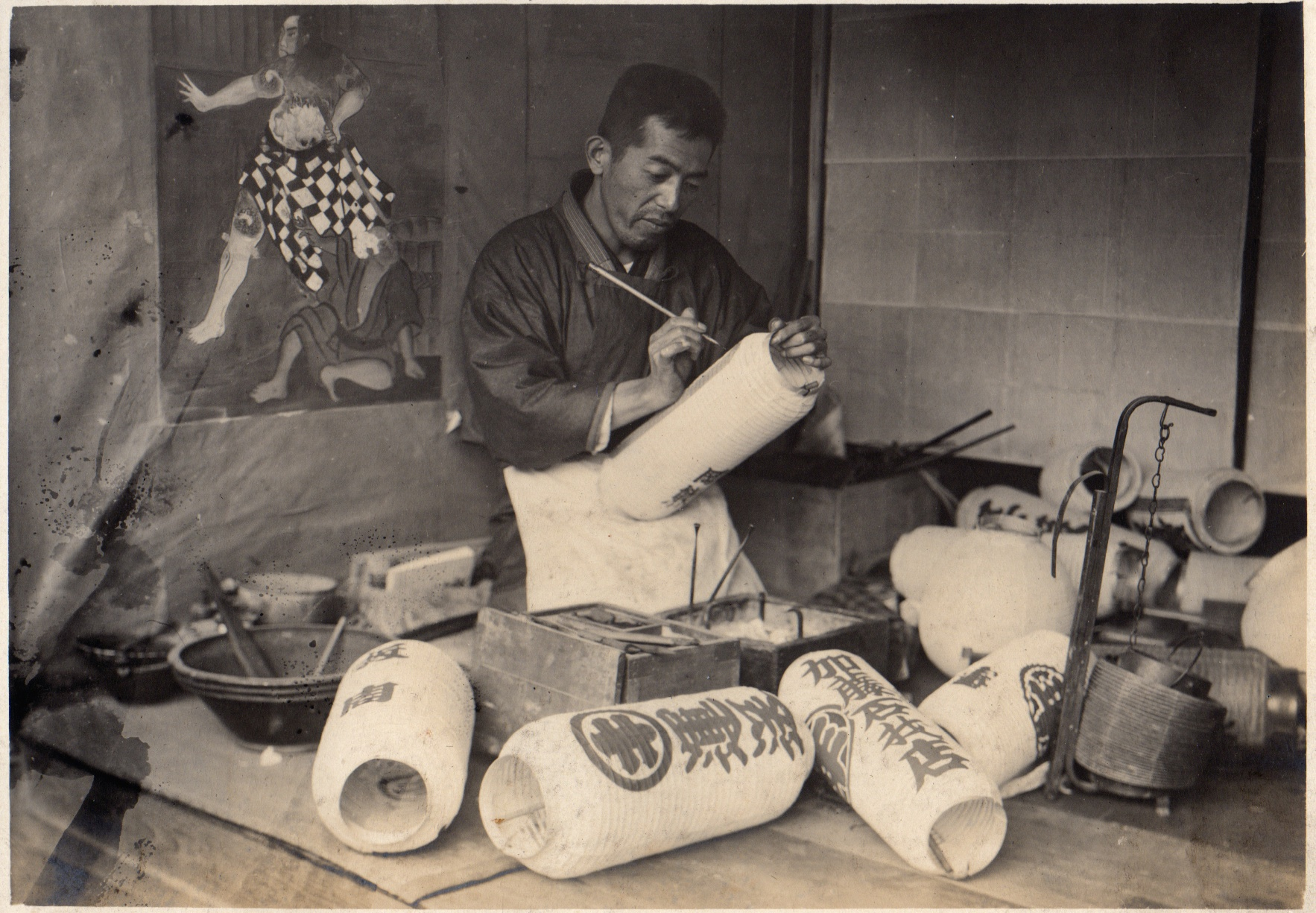
提灯の火袋に屋号などを書き入れる様子（1914年）

火袋
提灯の本体部分。竹ひごを多数組み合わせて筒状に組み、その周囲に障子紙を張って、中に蝋燭を立てられるようにしてある。中国のものは、布を貼ることが多い。蝋燭に火を灯すと明かりが障子を通し外を照らす。夜にこれを持ちながら歩くと道中の明かり取りになる。手に持たず、家の前にかけておくと外灯にもなる。外に貼った紙には折り目がつけられており、使用しない時は上下方向に折りたたむことができる。周りに障子紙が貼られているので、風で火が消えることはほとんどないが、上下に穴が空いて空気を通るようにしているため酸素不足で火が消えることもない。殆どには上に化粧輪 下に重輪と呼ばれる【ふたつ合わせて重化と呼ぶ】木製の輪っかと蛇腹状の紙で作成されている。
竹ひごは1本の長い竹ひごを螺旋状に巻いて使う割骨（一条らせん式）と、短い物を輪に組んだ物を多数用意する巻骨がある。前者は、八女提灯が発祥の技法であり八女で生産される提灯のほとんどがそうである。後者は、主に京提灯で使用される技法である。
- 上輪
- 下輪
- 手板
- 足
- 三角
- 房

## 種類

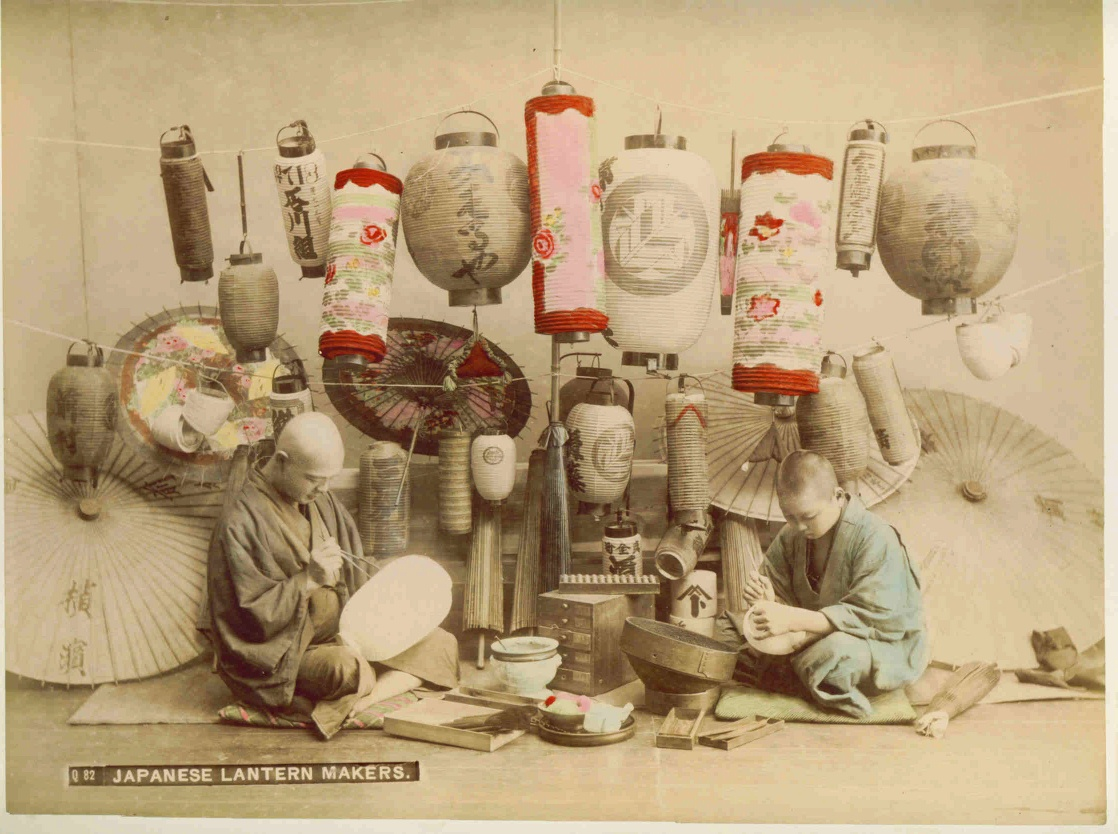
絵付け作業風景と様々な提灯

手に持つ弓張り提灯、吊り下げる吊提灯など様々な形がある。祭事に使われる物は神社仏閣の名称または家紋などを記し、涼風を楽しむ際に使われる岐阜提灯などは風景などが描かれている。
- 高張提灯
  - 長型
  - 丸型
  - 卵型
- 弓張提灯
  - 長型
  - 細長型
  - 丸型
- 箱提灯
  - 小田原提灯

## 中国の提灯

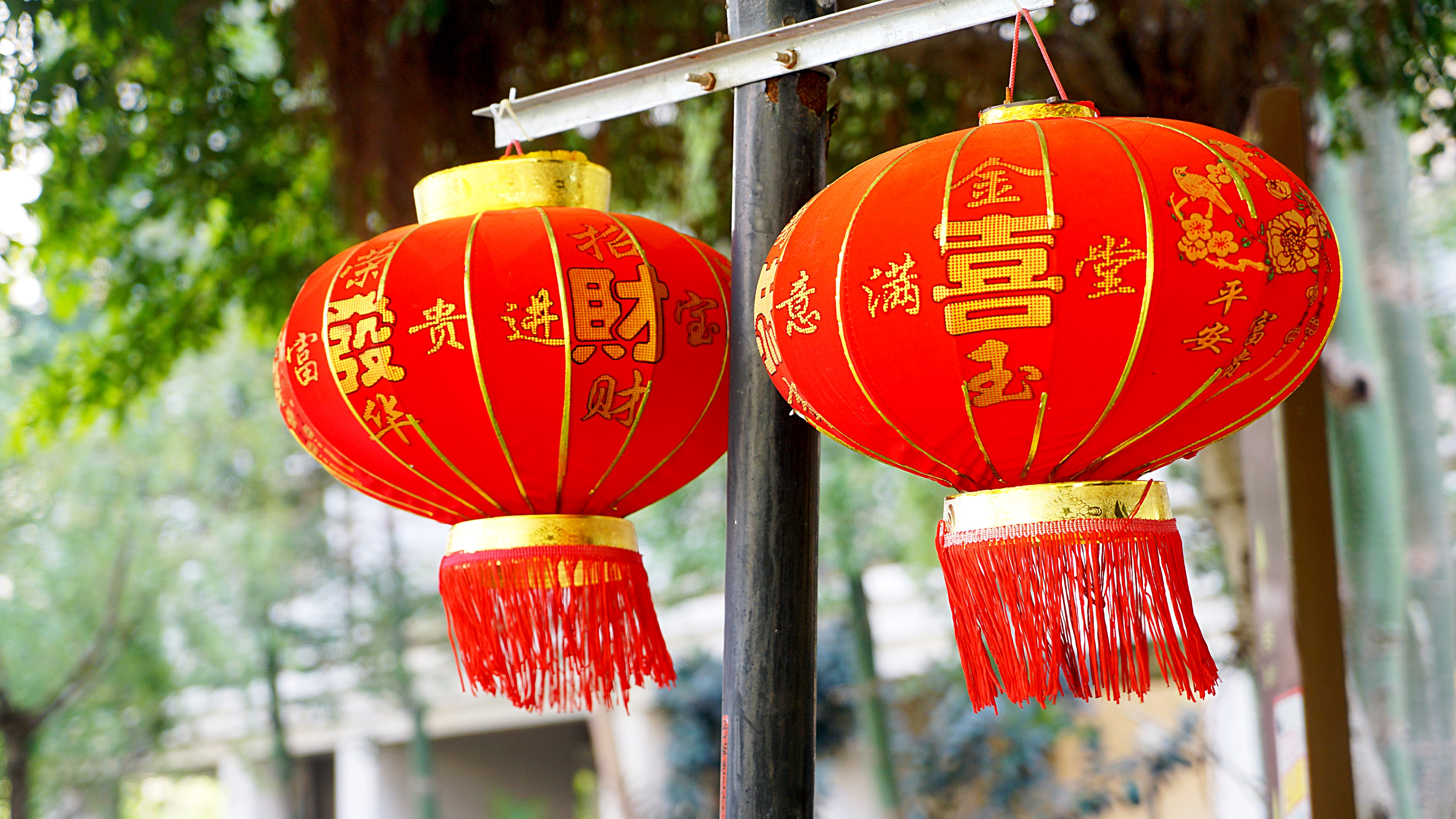
春節に飾られる红灯笼

中国語では、日本でいう据え置き用の行灯（これも本来は、字の通り携行用）を含め「灯籠」（タンロン）と呼んでいる。中秋節などに用いる柄の付いた手持ちの提灯は「手提灯籠」と呼ぶが、折りたたみ式のものは少ない。紙製の折りたたみの提灯は「折疊紙灯籠」と呼ぶ。小田原提灯のような円柱形のものは「直筒灯籠」、動物や植物などの形にしたものは「造型灯籠」と呼ぶ。大型で軒などに下げるものは球形に近いものがよく用いられるが、竹ひご（現在は鉄線を用いることが多い）は縦に通すことが多く、このタイプでは上下を押し、ひごを撓ませて膨らませ、上下のフックつきの棒を真ん中で掛け合わせて固定し、火を灯すため、たたむ時は中間のフックを外し傘のように細長くする。現在は、照明用というよりも、慶事の際の飾りや、企業名や商品名を書いて、広告として使うことの方が多い。軒につるすための、枠を付けた四角い提灯は「宮灯」といい、中には走馬灯に加工しているものもある。
中国の無形文化遺産で、唐代から作られているという唐灯（神灯、花灯）や、宝石や花を模した骨組みのない針刺無骨花燈、魚を模した魚灯（魚灯籠）などがある。

## 産地
中国と日本の各地で作られており、日本での有名生産地域は福岡県の八女提灯、神奈川県の小田原提灯、岐阜県の岐阜提灯、京都府の京提灯が有名。生産量1位は、岐阜提灯である(2014年)

## 用途
- 祭礼、儀式（祭り、七夕、お盆、酉の市）
- 仏前の供物
- 装飾、インテリア
- 宣伝
- 祝賀（皇室の慶事、行幸先での奉迎など）[6][7]

## 祭り

### 日本
日本三大提灯祭り
- 竿燈（秋田県秋田市、8月3-6日）
- 二本松の提灯祭り（福島県二本松市/二本松神社、10月第1土日月）
- 尾張津島天王祭（愛知県津島市/津島神社、7月第4土曜日）

その他
- 久喜の提燈祭り「天王様」（埼玉県久喜市、7月12日・18日）
- 小田原ちょうちん夏祭り（灯りの祭典）7月最終日曜
- 大提灯祭り（愛知県西尾市/諏訪神社、8月26日・27日）
- 魚吹八幡神社の提灯祭り（兵庫県姫路市、10月21日・22日）
- 溝旗神社提灯祭り（岐阜県岐阜市、旧暦6月15日）

### 中華圏
- 中秋節
- 元宵節

## 関連する語句

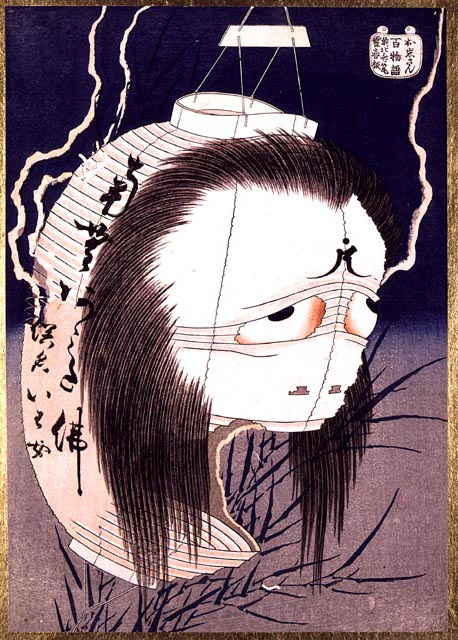
葛飾北斎『百物語』

2020年東京オリンピックの開会式で灯された提灯。

### 提灯の形態
盆提灯
お盆の時期に先祖を供養するために仏壇等の前に飾る提灯。
御神灯（御神燈）
神前に供える、もしくは芸能の縁起を担いで飾る提灯。
看板提灯
食べ物の名前や店名が入った提灯で、店先等に看板用に飾る。主に赤提灯と白提灯がある。
赤提灯
店先に赤い提灯を吊り下げることから、飲み屋のことを赤提灯と呼ぶことがある。

### 提灯からの連想
鼻提灯
鼻から垂れた鼻水に鼻息が混じり、膨らんだ様子を提灯に見立てた表現。
提灯袖
女性の洋服にみられる半袖の一形態。パフスリーブ。
チョウチンアンコウ（提灯鮟鱇）
深海に生息するアンコウの一種で、雌は頭部に発光器を持っている。
提灯持ち
他人の手先に使われ、その人の長所を吹聴して回ったりすること。頼まれもしないのに他人を誉めたり宣伝したりすること。また、それをする人のこと。
提灯記事
上記から転じ、特定の会社の新製品や新企画を褒めちぎる報道を指すが、企業がプレスリリースをネット配信するようになってからは廃れつつある。

提灯お化け
日本に伝わる妖怪。
ふぐ提灯
本物のフグやハリセンボンを加工して作ったみやげ物。
ミニ四駆のマスダンパー取り付けスタイルの1つ
ボディ上部に可動のステーを這わせ、それからマスダンパーのおもりをつり下げた取り付けスタイルを「提灯」と呼ぶ。

## ギャラリー

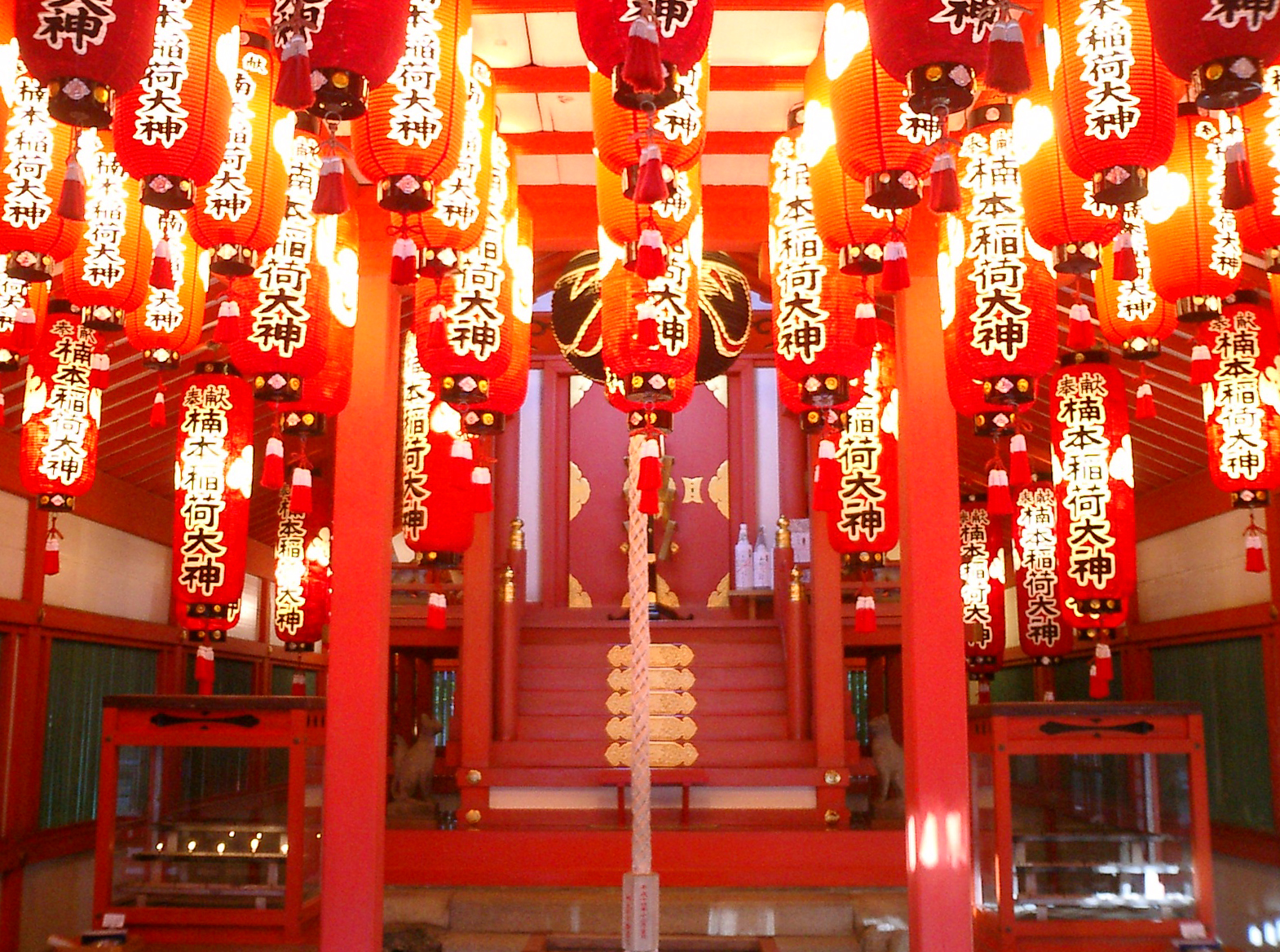
湊川神社末社楠本稲荷神社
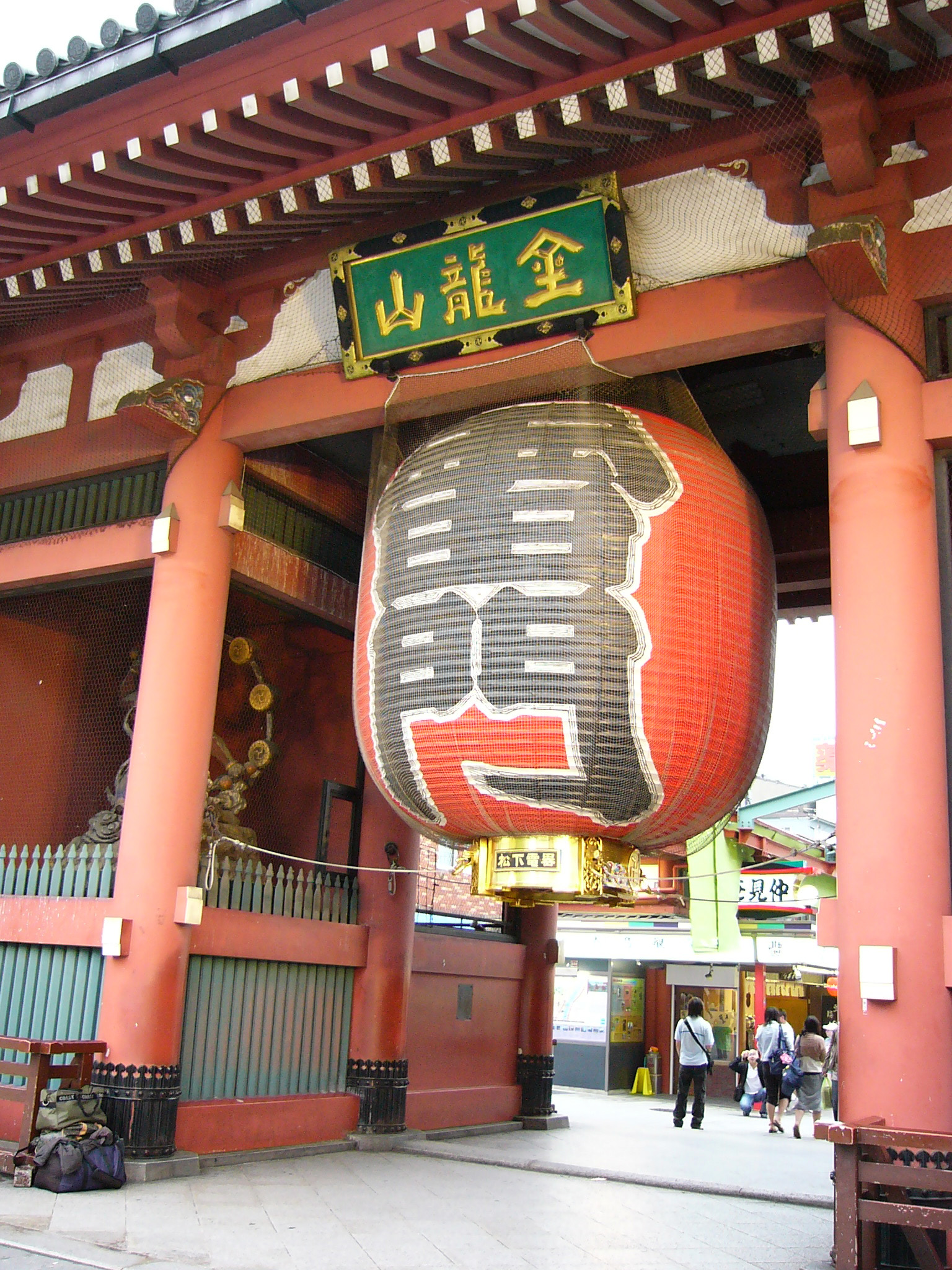
浅草寺雷門の提灯
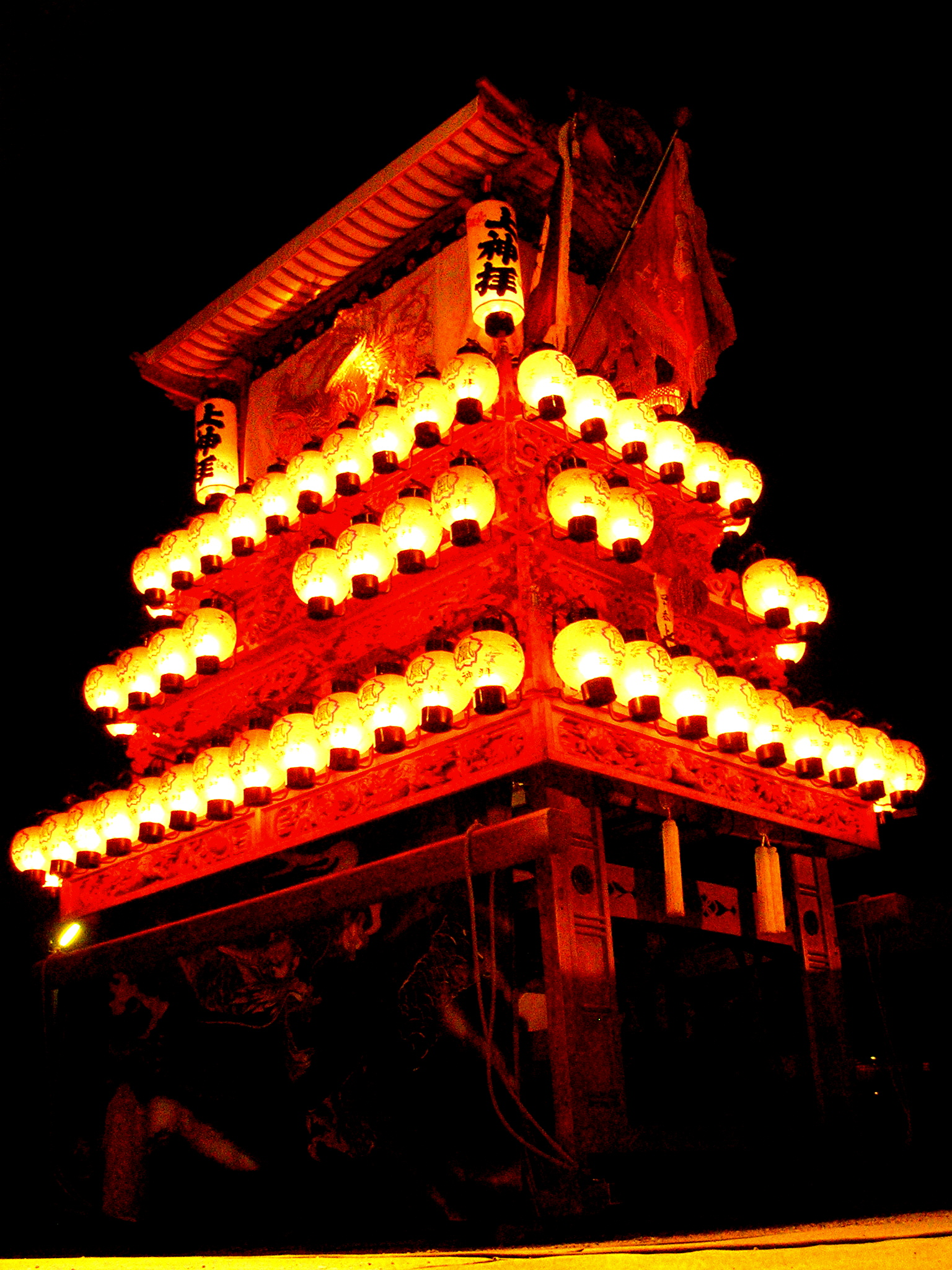
西条祭り（愛媛県西条市）
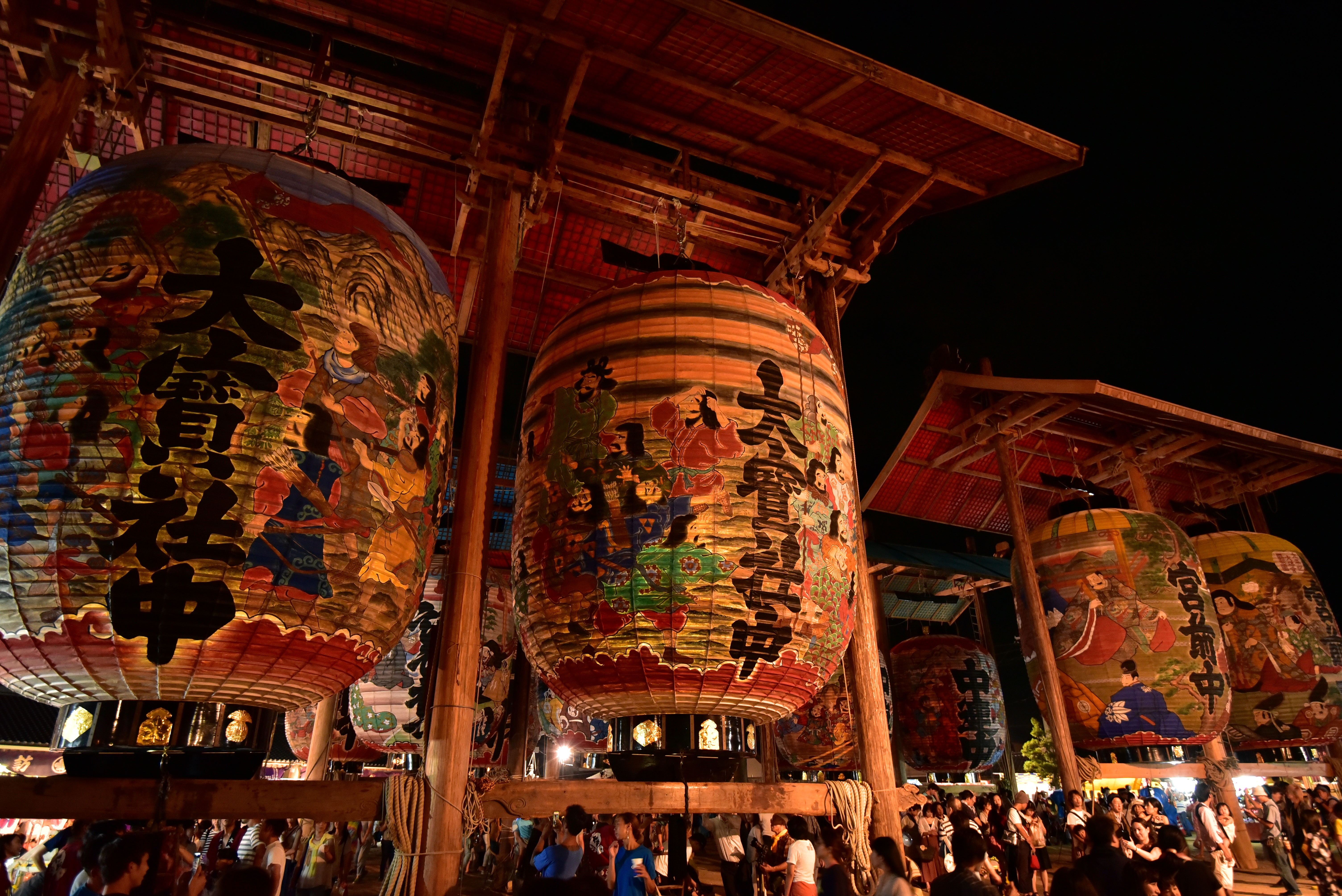
三河一色大提灯まつり（愛知県西尾市）
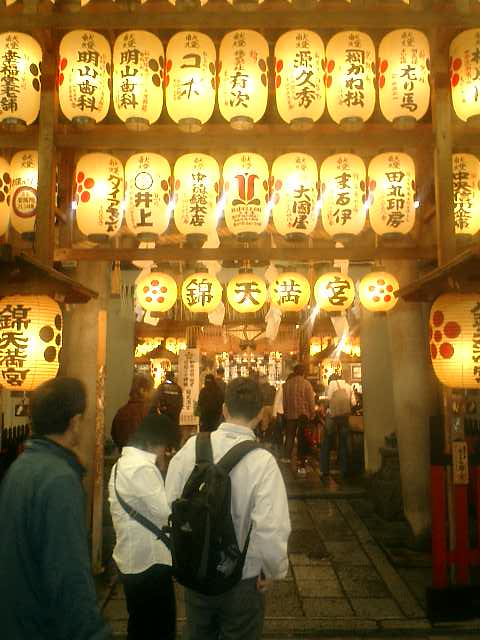
錦天満宮
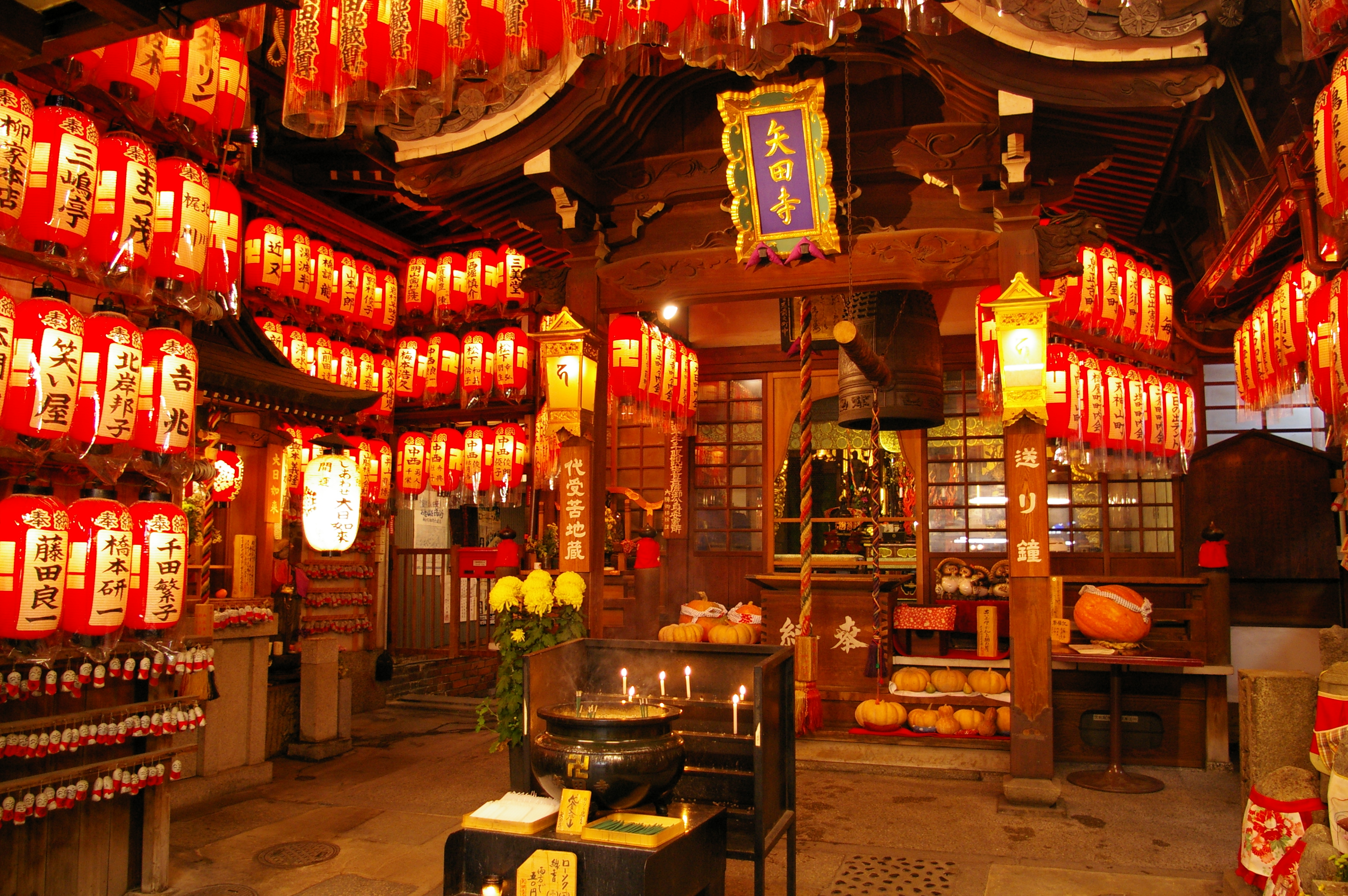
仏前の供物としての提灯(矢田寺・京都)
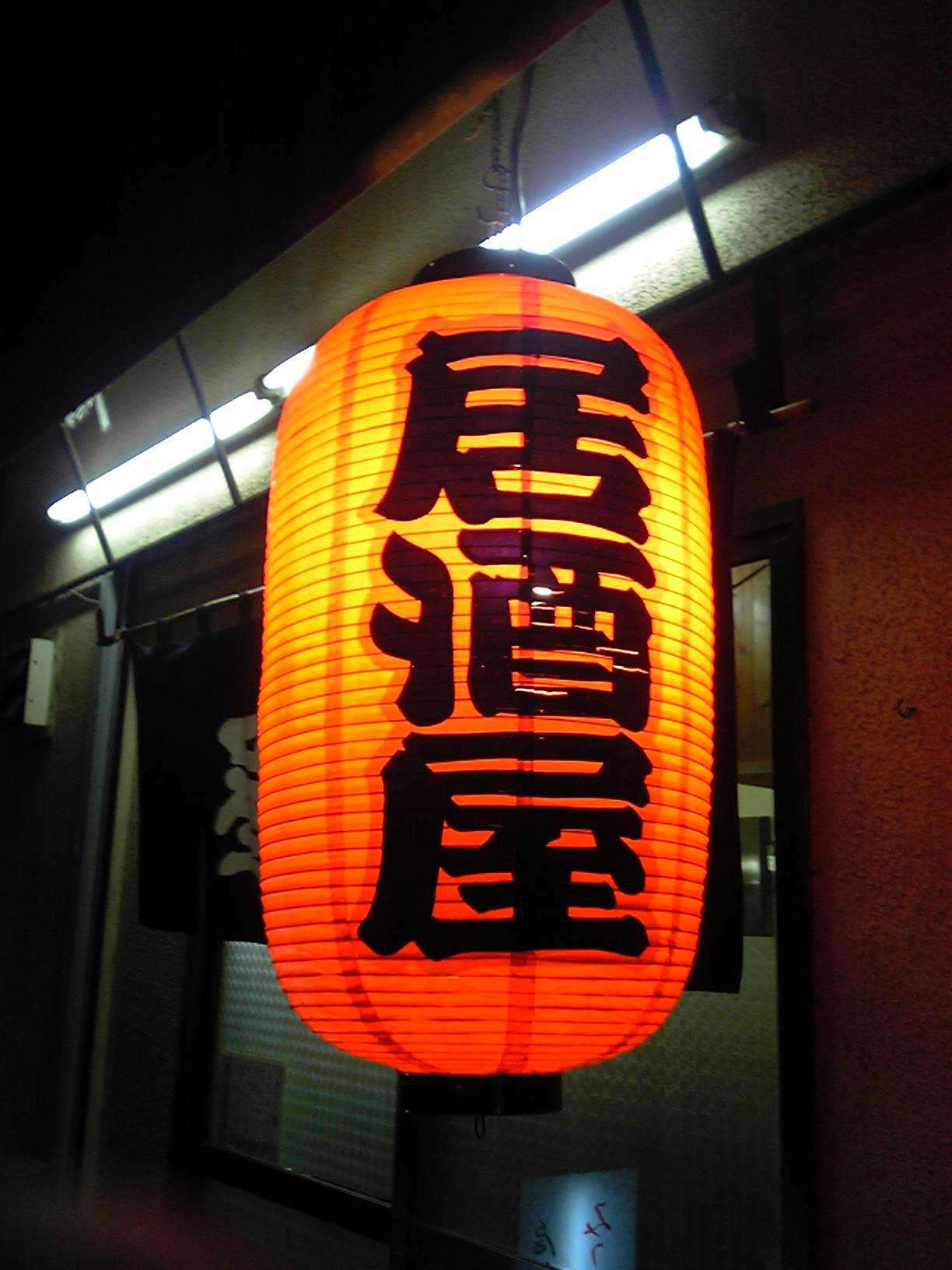
居酒屋の軒先の赤提灯
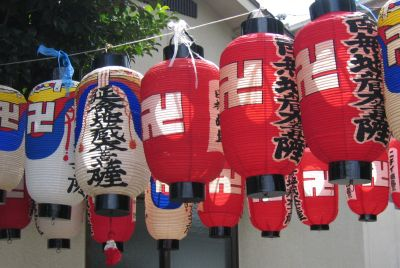
地蔵盆の提灯
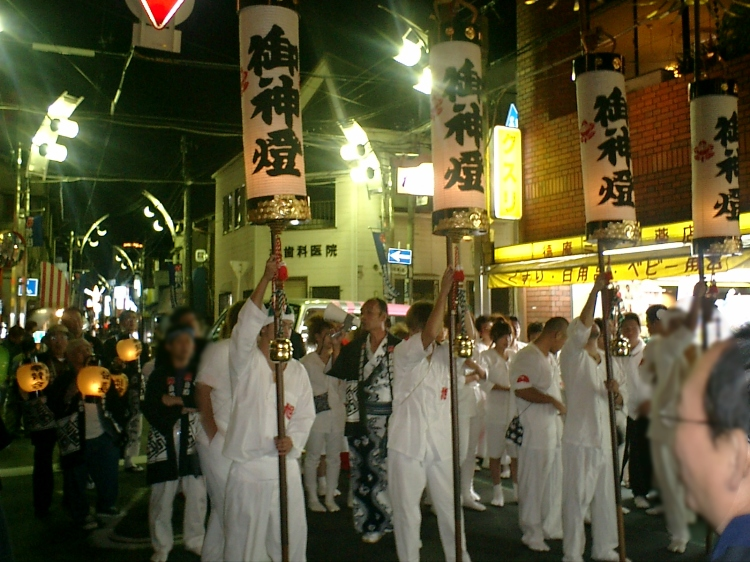
秋祭りに於ける堤燈行列の模様（東大阪市・稲田）
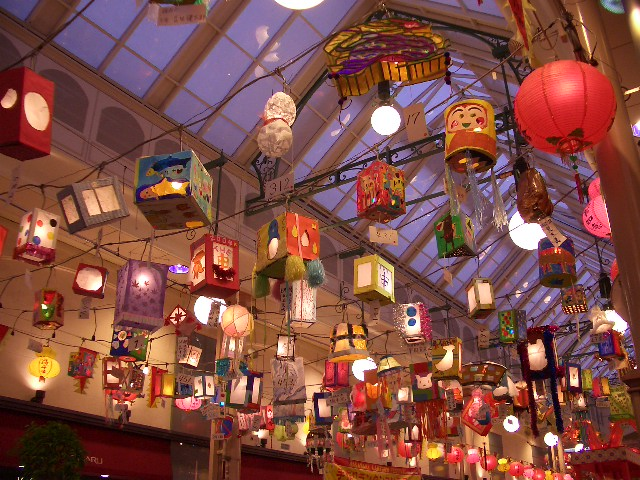
手作りのランタン（長崎ランタンフェスティバル）
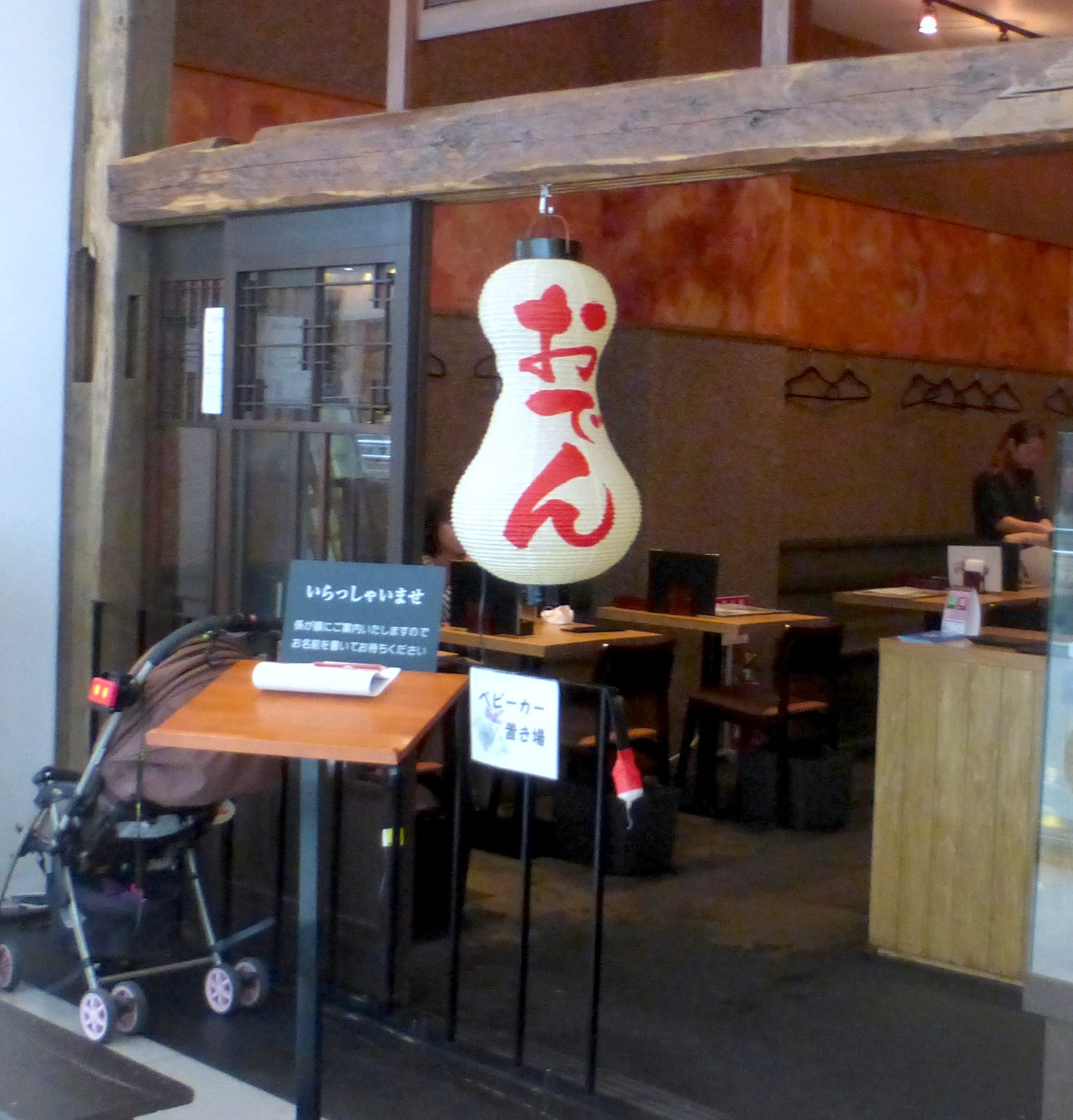
おでんと書いてある提灯
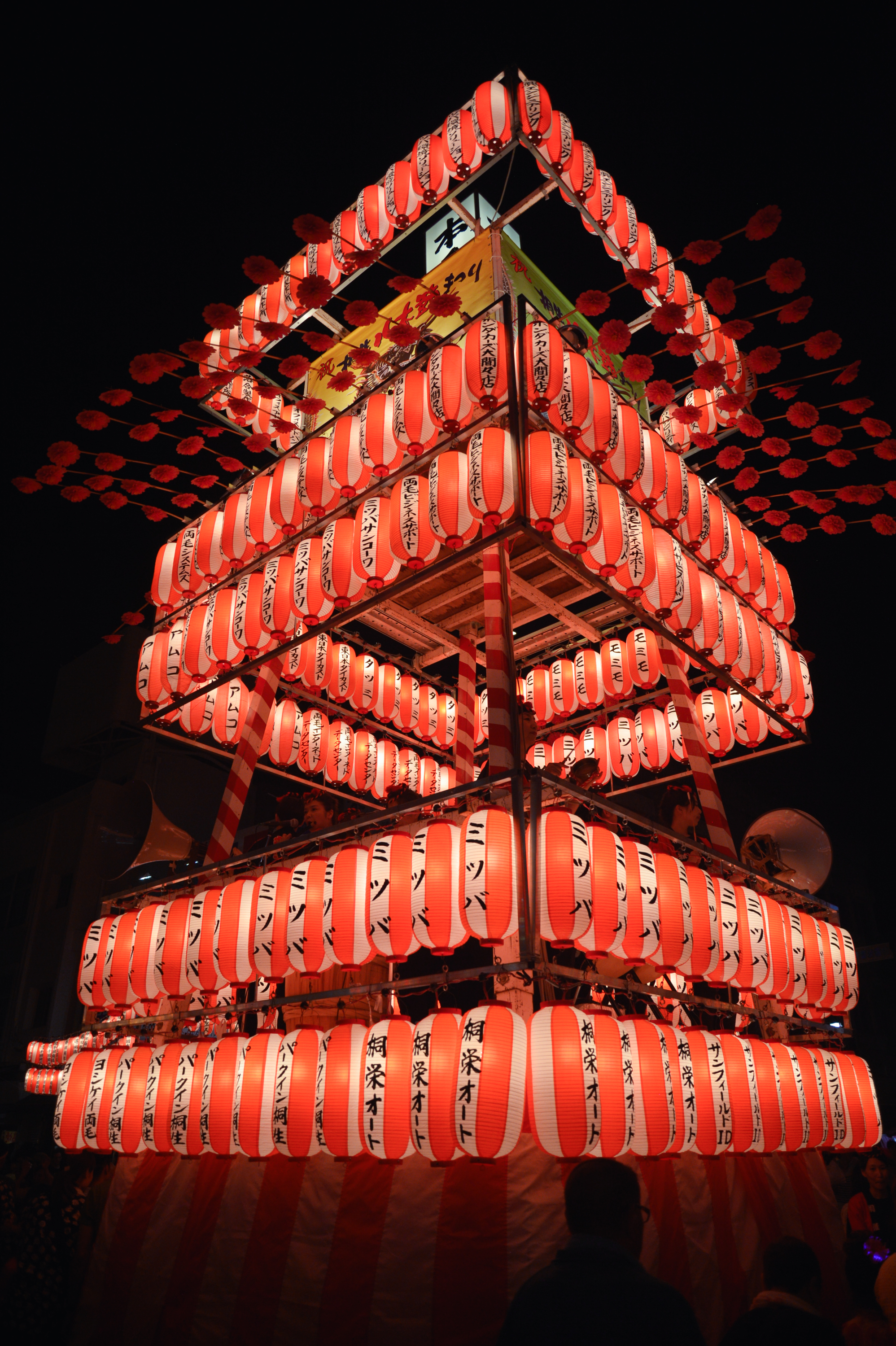
提灯で飾られた櫓（桐生八木節まつり）
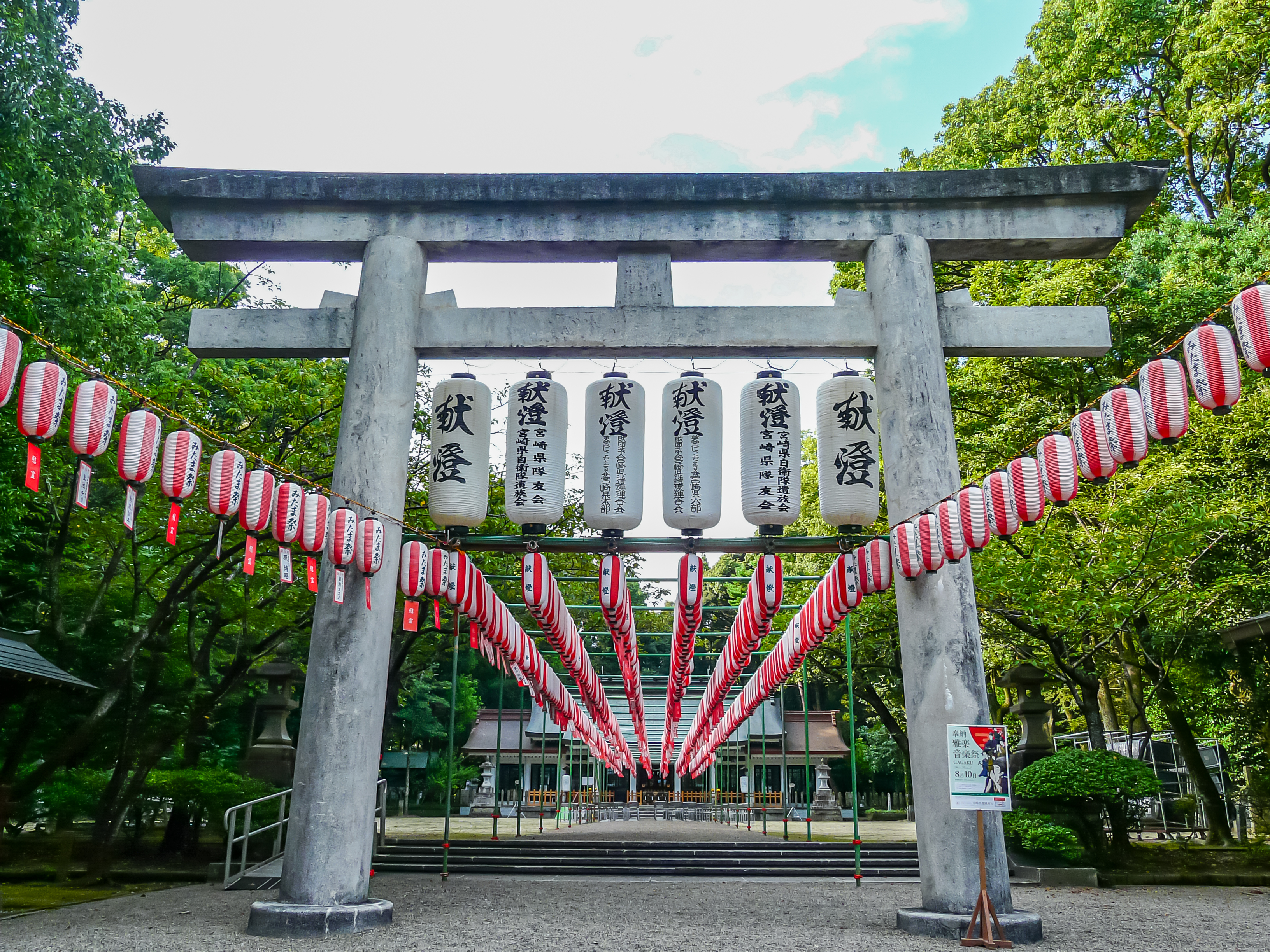
宮崎縣護國神社のみたま祭
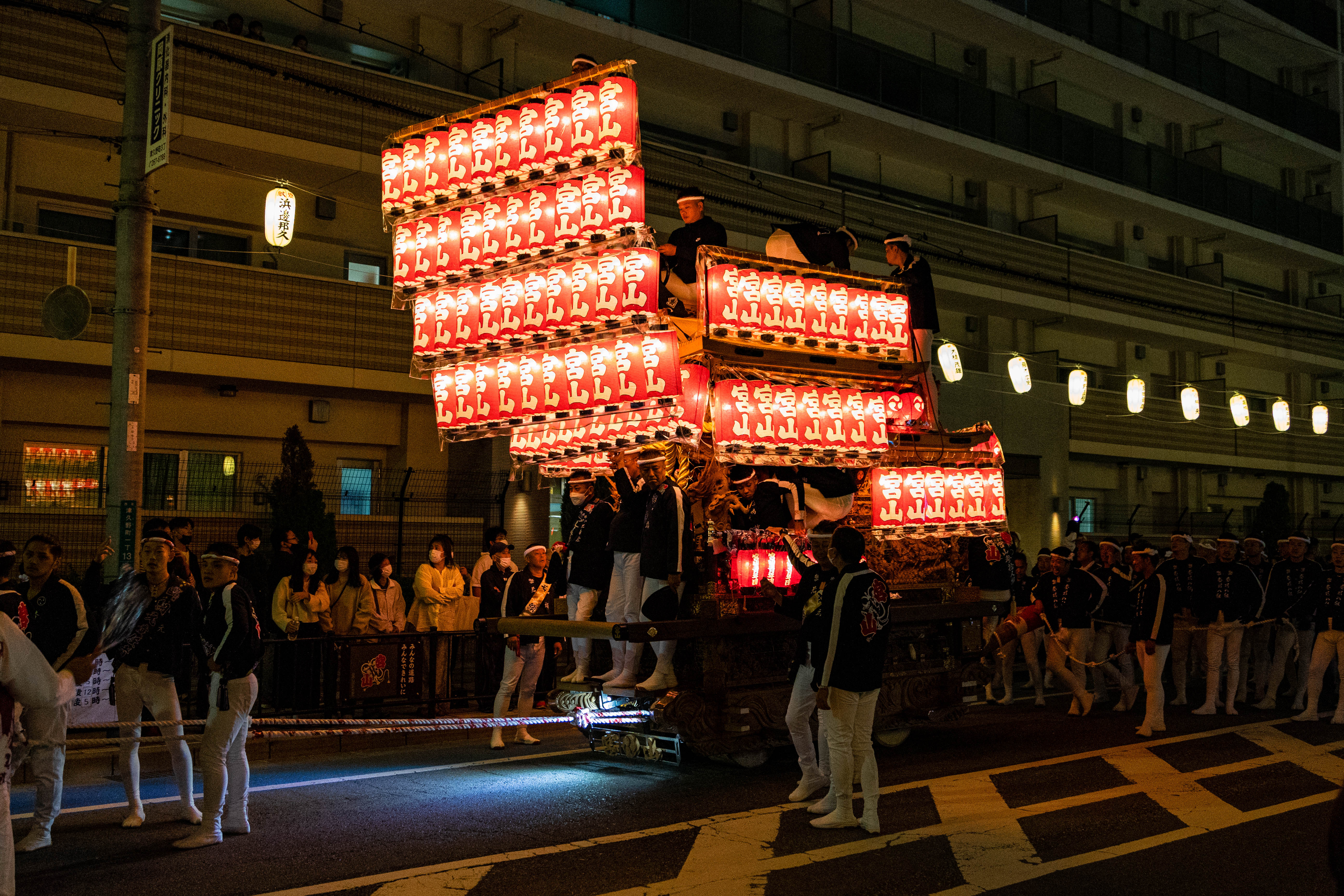
津久野だんじり祭の灯入れ曳航
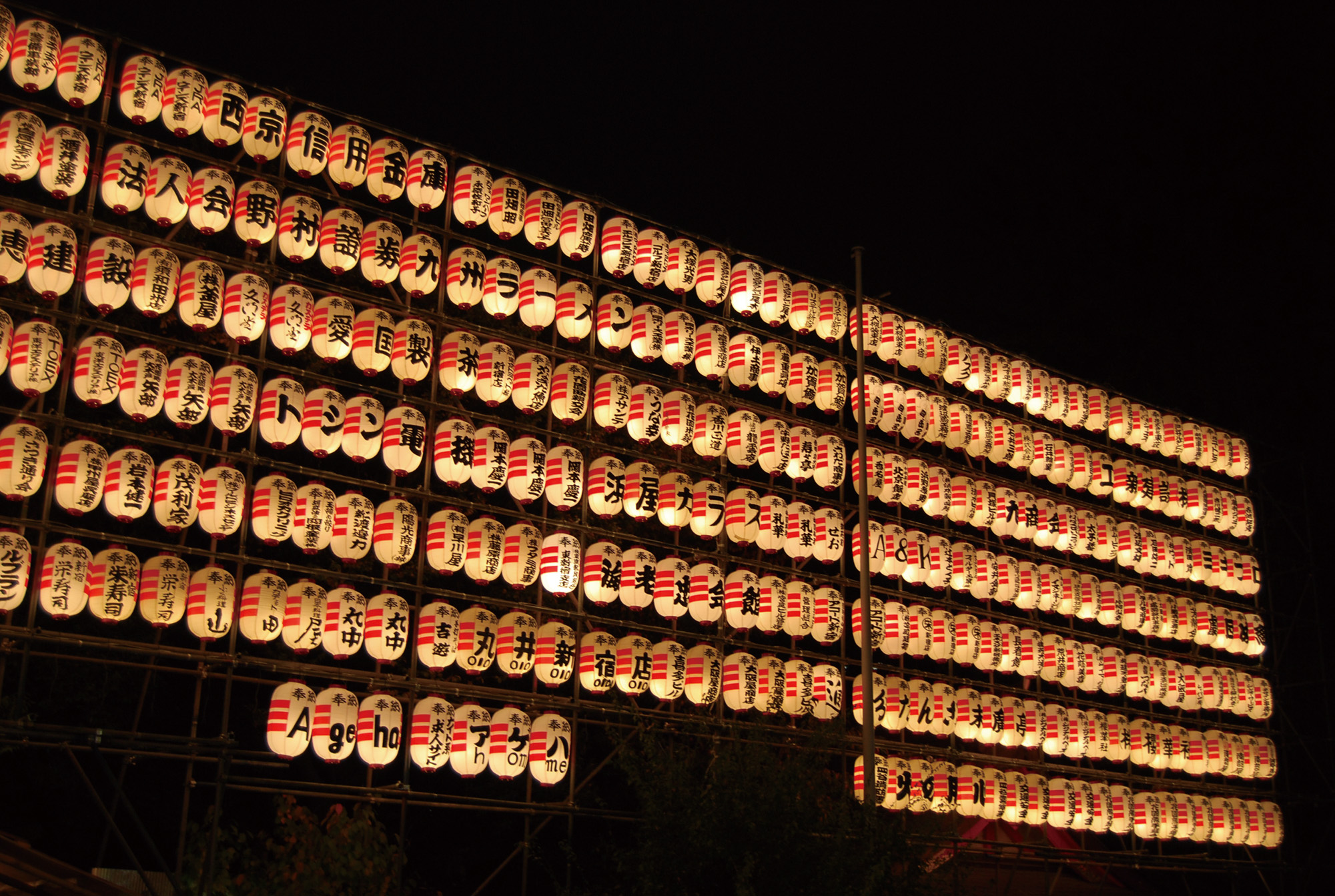
花園神社の酉の市の万燈